# 野元浩輝
野元 浩輝（のもと ひろき、1998年5月16日 - ）は、長崎県佐世保市出身の元プロ野球選手（投手）。右投右打。

## 経歴

### プロ入り前
同郷の佐世保市出身の城島健司の活躍をMLB中継で見て「俺もああなりたい」と野球を始めた。中学時代は軟式野球部で捕手と投手を兼任した。
佐世保工業高校時代の2016年7月の第64回NHK杯長崎県高校野球大会では1回戦の長崎北高校戦で10奪三振を奪うも、2回戦で敗れる。同年夏の長崎県大会では、大会が始まってから体調を崩していたこともあり3回戦の長崎商高校戦で5回までに4失点して敗退。
同年のプロ野球ドラフト会議にて東北楽天ゴールデンイーグルスから7巡目で指名され、契約金2000万円、年俸500万円（金額は推定）で契約した。背番号は69。

### プロ入り後
入団後は故障が重なり、2017年、2018年ともに二軍でも登板はなかった。
2018年10月29日に戦力外通告を受け、11月16日に育成選手として再契約した。背番号は069に変更となった。
2019年5月31日、ルートインBCリーグに所属する埼玉武蔵ヒートベアーズに派遣されることが発表された。派遣期間は6月1日から6月30日。背番号は55。シーズン終了後の10月1日に再び戦力外通告を受け退団した。

## 詳細情報

### 年度別投手成績
- 一軍公式戦出場なし

### 独立リーグでの投手成績
| 年 度     | 球 団     | 登 板 | 勝 利 | 敗 戦 | セ 丨 ブ | 完 投 | 勝 率 | 投 球 回 | 打 者 | 被 安 打 | 被 本 塁 打 | 奪 三 振 | 与 四 球 | 与 死 球 | 失 点 | 自 責 点 | 暴 投 | ボ 丨 ク | 防 御 率 | W H I P |
| --------- | --------- | ----- | ----- | ----- | -------- | ----- | ----- | -------- | ----- | -------- | ----------- | -------- | -------- | -------- | ----- | -------- | ----- | -------- | -------- | ------- |
| 2019      | 武蔵      | 2     | 0     | 1     | 0        | 0     | .000  | 3.2      | 32    | 13       | 1           | 0        | 9        | 0        | 11    | 11       | 0     | 0        | 27.00    | 6.00    |
| 通算：1年 | 通算：1年 | 2     | 0     | 1     | 0        | 0     | .000  | 3.2      | 32    | 13       | 1           | 0        | 9        | 0        | 11    | 11       | 0     | 0        | 27.00    | 6.00    |

### 背番号
- 69 （2017年 - 2018年）
- 069 （2019年）
- 55 （2019年6月1日 - 同年6月30日） ※埼玉武蔵ヒートベアーズ派遣時

### 登場曲
- 「空」 侍 （2018年 - ）